# Follow the Star
Pour plus de détails, voir Fiche technique et Distribution.
Follow the Star (大煞星與小妹頭, dà shā xīng yǔ xiǎo mèi tóu) est un film d'action hongkongais réalisé par John Woo et sorti en 1978.

## Synopsis
Chanteuse pop à succès, Miss Chen est la fille d'un ancien criminel. Lors de son dernier coup, avant de prendre sa retraite, l'homme a gardé tout le butin et se cache depuis ce temps. Un jour, Miss Chen est enlevée par les anciens partenaires de son père.

## Fiche technique
Sauf indication contraire, les informations mentionnées dans cette section peuvent être confirmées par la base de données cinématographiques IMDb,  présente dans la section « Liens externes ».
- Titre original : 大煞星與小妹頭, dà shā xīng yǔ xiǎo mèi tóu
- Titre anglophone : Follow the Star
- Réalisation : John Woo
- Scénario : John Woo et Tin-Chi Lau
- Musique : Frankie Chan
- Photographie : Chi Ming Chiang
- Montage : Peter Cheung
- Production : Louis Sit et Raymond Chow
- Sociétés de production : Golden Harvest
- Sociétés de distribution : Golden Harvest (Hong Kong)
- Budget : n/a
- Pays de production :  Hong Kong
- Langue originale : cantonais
- Format : couleur - 2.35:1 - 35 mm - son mono
- Genre : action
- Durée : 90 minutes
- Dates de sortie[1] :
  - Hong Kong : 2 avril 1978

## Distribution
- Rowena Cortes : Miss Chen
- John Woo : le père de Miss Chen
- Roy Chiao : Ah Sing

## Production
Le tournage a Hong Kong et Taïwan.